# Érôme
Érôme település Franciaországban, Drôme megyében. Lakosainak száma 835 fő (2022. január 1.). Érôme Vion, Chantemerle-les-Blés, Crozes-Hermitage, Larnage, Ponsas, Saint-Barthélemy-de-Vals, Serves-sur-Rhône és Gervans községekkel határos.

## Népesség
A település népességének változása:
| Lakosok száma | 624  | 626  | 698  | 769  | 844  | 824  | 811  | 806  | 808  | 835  |
|               | 1968 | 1982 | 1990 | 2006 | 2013 | 2015 | 2017 | 2019 | 2020 | 2022 |